# 平沼紀久
平沼 紀久（ひらぬま のりひさ、1976年10月21日 - ）は、日本の俳優、脚本家、プロデューサー。神奈川県出身。トップコートを経てLDH JAPAN所属。妻はタレント、元グラビアアイドルの尾崎菜々。

## 略歴
- 帝京大学法学部在学中よりモデルのアルバイトを始める。3年ほど資生堂の媒体に関わるなかで同社宣伝部長の目に留まり[1]、1998年、資生堂・プラウディアのイメージキャラクターを務めていた木村佳乃と同じ事務所トップコートに所属。五十嵐広行（EXILE HIRO）との出会いもこの頃。
- 2000年5月、舞台『七色いんこ』でデビュー。
- 2004年3月、劇団方南ぐみの幸野友之と劇団「方南ぴぃぐみ」を立ち上げる。
- 2005年頃、平沼と佐田真由美が共演する舞台を観にきた五十嵐広行と再会したことをきっかけにLDHに移籍[2]。
- 2007年、あさりどの川本成と映画監督の飯塚健らと共に、演劇ユニット「時速246」を立ち上げる。
- 2008年、ミュージシャンのHAKUEIと漫画家の古屋兎丸と共に異色ユニット「漫画兄弟」を結成[3]。
- 2010年、旧友であり脚本家の渡辺啓と演劇ユニット「HYSTERIC・D・BAND」を結成。
- 2018年、 DTC -湯けむり純情篇- from HiGH&LOW（2018年9月28日公開）で映画監督デビュー[4]。

## 人物
- 特技はテニス（1997年全日本テニス選手権出場、1998年全日本学生テニス選手権大会ベスト16進出）[1]。俳優を目指した理由は「テニスの試合と同じ緊張感が欲しかった」から[5]。
- 2015年12月21日、タレントの尾崎ナナ（のちに改名し尾崎菜々となっている）と結婚[6][7]。2018年7月、第1子となる男児が誕生[8]。2022年8月、第2子となる女児が誕生[9]。

## 出演

### テレビドラマ
- 救命病棟24時 第2シリーズ 第10話 （2001年、フジテレビ） - 倉石竜介 役
- 北条時宗 （2001年、NHK） - 安達盛宗 役
- 名古屋仏壇物語 （2002年、NHK） - 深津一平 役
- ホットマン（2003年、TBS） - 藤田将人 役
- ひと夏のパパへ （2003年、TBS） - 宮沢ポン太 役
- ニコニコ日記 （2003年、NHK） - 石黒充男 役
- 世にも奇妙な物語 04秋の特別編「地獄は満員」（2004年、フジテレビ）
- ホットマン2（2004年、TBS） - 藤田将人 役
- スカパー!（2005年、テレビ朝日）
- アストロ球団 （2005年、テレビ朝日） - 宗像純 役
- 菊次郎とさき（2005年、テレビ朝日）
- 黒い太陽 （2006年、テレビ朝日） - 鶴本 役
- 生徒諸君! 第6話（2007年、テレビ朝日） - 北村 役
- 黒い太陽 '07スペシャル（2007年、テレビ朝日）
- オー!マイ・ガール!! （2008年、日本テレビ） - 平川敦 役
- 神の雫（2009年、日本テレビ）
- 怪物くん 第4話 （2010年、日本テレビ） - ヘルパー 役
- ビート （2011年、WOWOW）
- ろくでなしBLUES （2011年、日本テレビ） - 須原 役
- 荒川アンダー ザ ブリッジ （2011年、TBS） - ビリー 役
- 水戸黄門 第43部 第17話 （2011年、TBS） - 長一郎 役
- 白戸修の事件簿 第5話・第6話（2012年、TBS） - 久保正之 役
- 三毛猫ホームズの推理 第2話（2012年、日本テレビ） - 山室 役
- イロドリヒムラ 第2話（2012年、TBS） - プロジェクトリーダー 役
- 放課後グルーヴ（2013年、TBS） - 中島雅也 役
- 名もなき毒 第9話（2013年、TBS）
- ダンダリン 労働基準監督官 第1話（2013年、日本テレビ）
- 東京バンドワゴン〜下町大家族物語（2013年、日本テレビ）
- GTO 第3話（2014年、関西テレビ）
- 素敵な選TAXI 第1話（2014年、関西テレビ）
- SAKURA〜事件を聞く女〜 第3話（2014年、TBS）
- Dr.ナースエイド（2014年、日本テレビ）
- 目玉焼きの黄身 いつつぶす?（2017年、MBS） - 宮さん 役

### バラエティ
- ダウンタウンのガキの使いやあらへんで!! （2011年4月24日、日本テレビ） - 「目指せテニスの王子様 テニス教室」コーチ 役

### 配信ドラマ
- 神児遊助の「元気のでる恋」第5話・第6話（2009年、BeeTV）
- EXILEになりたい男（2014年、NOTTV）

### テレビアニメ
- エグザムライ戦国（2009年） - ノリ 役[10]
- ライチ DE 光クラブ（2012年、TOKYO MX） - ニコ 役

### 映画
- ISOLA 多重人格少女 （2000年）
- KT（2002年） - 新聞記者 役
- 苺の破片（2005年）
- きみに届く声（2008年）
- 心中天使（2011年）
- たびびとの詩（2011年）
- 荒川アンダー ザ ブリッジ THE MOVIE（2012年） - ビリー 役
- 劇場版 ミューズの鏡 〜マイプリティードール〜（2012年）
- ばななとグローブとジンベエザメ（2013年）
- TOKYOてやんでぃ（2013年）
- すーちゃん まいちゃん さわ子さん（2013年）
- 晴れのち晴れ、ときどき晴れ（2013年）
- 通学シリーズ 通学電車（2015年）
- ライチ☆光クラブ（2016年） - アソシエイトプロデューサー
- 任侠野郎（2016年） - 岡島 役
- ひだまりが聴こえる（2017年） - 牧野悠一郎 役
- 1%er ワンパーセンター（2024年） - 獅子堂 役[11][12][13]

### 舞台
- 七色インコ（2000年）
- 二万七千光年の旅（2000年）
- 東亜悲恋（2001年、2002年）
- 透明人間の蒸気（2002年）
- あたっくNo.1（2003年・2006年・2007年）
- スター誕生（2004年）
- 8ぴい（2004年）
- 革命の林檎（2004年）
- 恋とグァテマラ（2005年）
- おスペな夜!! vol.4（2005年）
- コケコッコー!（2005年）
- 第十七ホモ収容所? 誰がのんけだ!（2005年）
- エビ大王（2005年）
- 南国プールの熱い砂（2006年）
- 男たちよ懺悔しなさい! 〜ぐち〜（2006年）
- Funny Bunny（2007年、2012年）
- 太陽に灼かれて（2007年）
- 燃え尽きる寸前の光（2008年）
- CROWN 〜眠らない、夜の果てに…（2008年）
- Words〜約束/裏切り〜（2009年）
- ファンタジア（2009年）
- ナイトバレット -Night Ballet-（2010年）
- DANCE EARTH 〜願い〜（2010年）
- 広島に原爆を落とす日（2010年）
- コーサ・ノストラの掟（2010年）
- 12 〜12人の怒れる男より〜（2011年）
- レッドクリフ -戦-（2011年）
- 神様の観覧車（2012年）
- 新・幕末純情伝（2012年）
- 影武者独眼竜（2012年）
- ライチ☆光クラブ（2012年・2013年）
- 飛龍伝21 〜殺戮の秋〜（2013年）
- 學蘭歌劇 『帝一の國』（2014年） - オールラウンダーズ 役
- ハッピーセット（2014年）
- 學蘭歌劇『帝一の國』-決戦のマイムマイム-（2015年）
- 學蘭歌劇『帝一の國』-血戦のラストダンス-（2016年）

### CM
- 日本通運「ペリカン便 誕生日プレゼント from TDS」（2003年）
- ボーダフォン（2004年）
- 日本通運「ペリカン便 東京ディズニーランド 篇」（2007年）
- 佐藤製薬「アスピリン」鎮痛薬 （2008年）
- 日産「セレナ」（2013年）

### ラジオ
- ノリでいこうぜ☆ （2011年、FM AICHI）
- ノリノリで行こうぜ★（2014年 - 、FM AICHI）
- 尾崎ナナ・平沼紀久のフゥーフゥーでいこうぜ★（2018年 - 2020年、FM AICHI）

### ミュージックビデオ
- COLOR「Just a Little Bit」（2008年）[14]

## 書籍
漫画兄弟として

### 絵本
- 納豆侍まめ太郎でござる（2008年）
- ずっといっしょ（2010年）
- れいぞうこのなかのなっとうざむらい（2013年）
- れいぞうこのなかのなっとうざむらい いかりのダブルなっとうりゅう（2013年）
- れいぞうこのなかのなっとうざむらい カチンコチンをとりもどせ（2015年）